# Отати
Ота̀ти (на италиански: Ottati; на неаполитански: Uttat', Утатъ) е село и община в Южна Италия, провинция Салерно, регион Кампания. Разположено е на 530 m надморска височина. Населението на общината е 651 души (към 2010 г.).